# Terrorisme avant 1946

## Événements

### Années 1500
- 23 décembre 1588 : Assassinat du duc Henri de Guise
- 2 août 1589 : Assassinat d'Henri III par Jacques Clément

### Années 1600
- 5 novembre 1605 : La Conspiration des Poudres est un attentat manqué contre le roi Jacques Ier d'Angleterre et le Parlement anglais par un groupe de catholiques provinciaux anglais conduits par sir Robert Catesby. Guy Fawkes est arrêté dans la cave de la Chambre des lords alors qu'il s'apprêtait à mettre le feu à trente-six barils de poudre.
- 14 mai 1610 : François Ravaillac assassine Henri IV, roi de France.

### Années 1750
- 5 janvier 1757 : Attentat de Damiens contre Louis XV

### Années 1790
De décembre 1793 à juillet 1794, la France subit un terrorisme d'État connu sous l'appellation de la Terreur.

### Année 1800
- 24 décembre 1800 : attentat de la rue Saint-Nicaise contre Napoléon Bonaparte.
- 12 octobre 1809 : tentative d'assassinat de Napoléon Bonaparte par Frédéric Staps.

### Années 1830
- 28 juillet 1835 : attentat du boulevard du Temple contre Louis-Philippe Ier, perpétré par Giuseppe Fieschi. S'il rate sa cible, il fait 19 morts et 42 blessés.

### Années 1850
- 14 janvier 1858 : tentative d'assassinat contre Napoléon III par Felice Orsini.

### Années 1880
- 13 mars 1881, Russie : assassinat de l'empereur Alexandre II de Russie par des militants de Narodnaïa Volia dirigés par Sofia Perovskaïa.
- 4 mai 1886, USA : Massacre de Haymarket Square à Chicago.  Lors d'une manifestation d'ouvriers, un inconnu lance une bombe sur des policiers, tuant Mathias J. Degan. Ses collègues ouvrent immédiatement le feu. Sept agents de police seront tués ainsi qu'un nombre élevé de civil. Après l'attentat, huit hommes sont arrêtés et accusés de l'attentat de Haymarket.
- 22 octobre 1882 : attentat de l’Assommoir à Lyon. L'anarchiste Antoine Cyvoct est condamné par contumace lors du Procès des 66

### Années 1890
- 26 avril 1892 : attentat contre le restaurant Véry, organisé par Théodule Meunier pour venger Ravachol (deux morts).
- 8 novembre 1892, France : un attentat anarchiste perpétré par Émile Henry fait six morts à Paris.
- 9 décembre 1893 : l'anarchiste Auguste Vaillant jette une bombe à la Chambre des députés pour venger Ravachol. La bombe fait une cinquantaine de blessés (dont Vaillant).
- 12 février 1894 : un attentat anarchiste perpétré par Émile Henry à la gare Saint-Lazare fait un mort et une vingtaine de blessés.
- 24 juin 1894 : assassinat du président de la République Sadi Carnot, à Lyon, par l'anarchiste italien Sante Geronimo Caserio.
- 10 septembre 1898, Suisse : Luigi Luccheni assassine Sissi l'impératrice, en face du Lac Léman, à Genève.

### Années 1900
- 29 juillet 1900, Italie : l'anarchiste Gaetano Bresci assassine le roi Humbert Ier à Monza.

### Années 1910
- 28 juin 1914, Autriche-Hongrie : un attentat à Sarajevo, commis par Gavrilo Princip, coûte la vie à l'archiduc François-Ferdinand, héritier de l'empire austro-hongrois, et à son épouse la princesse de Hohenberg[1]. Cet attentat est considéré comme l’événement déclencheur de la Première Guerre mondiale.

### Années 1920
- 16 septembre 1920, États-Unis : à New York, un attentat devant la banque JP Morgan fait trente-huit morts et cent quarante-trois blessés[2].
- 18 mai 1927, États-Unis : l'attentat de Bath Consolidated School fait quarante-cinq morts dans une école rurale du Michigan.

### Années 1930
- 29 juin et le lundi 2 juillet 1934, et plus spécifiquement pendant la première nuit : du 29 au 30 juin 1934 : nuit des longs couteaux. Assassinats perpétrés par les nazis en Allemagne, au sein même de leur mouvement.
- 9 octobre 1934 : assassinat à Marseille du ministre Louis Barthou et du roi Alexandre Ier de Yougoslavie. Peut-être planifié par les Oustachis croates, l'assassinat fut exécuté par un révolutionnaire bulgare Vlado Chernozemski  appartenant à l'Organisation révolutionnaire intérieure macédonienne[3].
- 13 février 1936 : tentative d'assassinat du président du Conseil Léon Blum, organisée par la Cagoule, groupe d'extrême-droite.
- 23 janvier 1937 : assassinat par la Cagoule de l'économiste soviétique Dimitri Navachine ancien gouverneur de la Banque Commerciale pour l'Europe du Nord – Eurobank, contrôlée par l'URSS .
- 9 juin 1937 : assassinat par la Cagoule des frères Carlo et Nello Rosselli, antifascistes italiens, à Bagnoles-de-l'Orne, sur ordre de Mussolini.
- 11 septembre 1937 : deux attentats à la bombe à Paris, contre la Confédération générale du patronat français au 4, rue de Presbourg et l'Union des industries métallurgiques au 45 rue Boissière, tuant deux agents de police, en faction devant chacun de ces lieux. Ces deux actions terroristes, perpétrés par la Cagoule et qui avaient pour objectif d’en faire accuser les communistes, sont connues sous le nom d'attentats de l'Étoile, en raison de la proximité de la place de ce nom[4].
- 8 novembre 1939, Reich allemand : une tentative d'assassinat de Hitler dans une brasserie de Munich, perpétrée par Johann Georg Elser, fait huit morts, dont sept membres du parti nazi, et soixante-trois blessés. Hitler avait quitté les lieux plus tôt que prévu, et n'est donc pas atteint[5].

### Années 1940
- 23 août 1940 : attentat du remorqueur Düsseldorf
- 19 mai 1941 : attentat contre la synagogue de Marseille
- 21 août 1941 : Attentat du métro Barbès
- 3 octobre 1941 : attentat à la bombe, organisé par le Mouvement social révolutionnaire (MSR), contre six synagogues à Paris
- 16 août 1942, Espagne : attentat de Begoña
- 3 novembre 1945 : des Israéliens attaquent la gare de Lydda et tirent des coups de feu avec la police à Jérusalem[6]. Les terroristes, au cours de leurs actes de sabotage, tuent cinq personnes, dont deux civils. Un certain nombre de blessés sont mentionnés.